# Zwitserland op het Eurovisiesongfestival 1982
Zwitserland nam deel aan het  Eurovisiesongfestival 1982, gehouden in Harrogate, Verenigd Koninkrijk. Het was de 27ste deelname van het land.

## Selectieprocedure
Men koos ervoor om een nationale finale te houden. Deze vond plaats in Geneve, en werd gepresenteerd door Serge Moisson.
Aan deze finale deden 9 acts mee en de winnaar werd bepaald door 3 regionale jury's.
| Volgorde | Artiest            | Lied                    | Punten | Plaats |
| -------- | ------------------ | ----------------------- | ------ | ------ |
| 1        | Marc Olivier       | "L'enfant de Kairouan"  | 15     | 7      |
| 2        | Sandro Caroli      | "Tu sarai la mia croce" | 11     | 9      |
| 3        | Rainy Day          | "El dorado"             | 33     | 3      |
| 4        | Ireen Indra        | Kinderlachen            | 15     | 7      |
| 5        | Ray & Corry Knobel | "Johnny Saxophone"      | 26     | 4      |
| 6        | Salvo Ingrassia    | "Tu resterai un sogno"  | 25     | 6      |
| 7        | Leana              | "Moi"                   | 35     | 2      |
| 8        | Ba'rock            | "Ba'rock"               | 26     | 4      |
| 9        | Arlette Zola       | "Amour on t'aime"       | 45     | 1      |

## In Harrogate
Zwitserland moest als zevende aantreden op het festival, net na Finland en voor Cyprus. Op het einde van de puntentelling bleek dat ze 97 punten hadden verzameld, goed voor een derde plaats.
Men ontving 2 maal het maximum van de punten.
Nederland had 10 punten en België 12 punten over voor de Zwitserse inzending.

### Gekregen punten

#### Finale
| 12 punten                      | 10 punten                                       | 8 punten  | 7 punten                                  | 6 punten |
| ------------------------------ | ----------------------------------------------- | --------- | ----------------------------------------- | -------- |
| - België - Verenigd Koninkrijk | - Joegoslavië - Israël - Nederland - Oostenrijk | - Ierland | - Denemarken                              | - Cyprus |
| 5 punten                       | 4 punten                                        | 3 punten  | 2 punten                                  | 1 punt   |
|                                | - Noorwegen                                     |           | - Luxemburg - Portugal - Turkije - Zweden |          |

### Punten gegeven door Zwitserland

#### Finale
Punten gegeven in de finale:
| 12 punten | Duitsland           |
| 10 punten | Israël              |
| 8 punten  | Cyprus              |
| 7 punten  | Spanje              |
| 6 punten  | Ierland             |
| 5 punten  | Verenigd Koninkrijk |
| 4 punten  | Zweden              |
| 3 punten  | Turkije             |
| 2 punten  | België              |
| 1 punt    | Portugal            |

1956 · 1957 · 1958 · 1959 · 1960 · 1961 · 1962 · 1963 · 1964 · 1965 · 1966 · 1967 · 1968 · 1969 · 1970 · 1971 · 1972 · 1973 · 1974 · 1975 · 1976 · 1977 · 1978 · 1979 · 1980 · 1981 · 1982 · 1983 · 1984 · 1985 · 1986 · 1987 · 1988 · 1989 · 1990 · 1991 · 1992 · 1993 · 1994 · 1995 · 1996 · 1997 · 1998 · 1999 · 2000 · 2001 · 2002 · 2003 · 2004 · 2005 · 2006 · 2007 · 2008 · 2009 · 2010 · 2011 · 2012 · 2013 · 2014 · 2015 · 2016 · 2017 · 2018 · 2019 · 2020 · 2021 · 2022 · 2023 · 2024 · 2025